# La città prigioniera (film 1952)
La città prigioniera (The Captive City) è un film del 1952 diretto da Robert Wise.

## Trama
Il giornalista Jim Austin e sua moglie fuggono da Kennington perché devono testimoniare davanti a una commissione speciale del Senato degli Stati Uniti che indaga su dei crimini nel commercio interstatale.